# 4-й Український фронт
Четве́ртий Украї́нський фронт — оперативно-стратегічне об'єднання радянських військ у Другій світовій війні.
Фронт діяв від 20 жовтня 1943 року до липня 1945 року. Створений унаслідок перейменування Південного фронту. На момент створення включав 2-гу і 3-тю гвардійські, 5-ту ударну, 28-му, 44-ту, 51-шу і 8-му повітряну армії. Пізніше до його складу ввійшли Приморська армія і 4-та повітряна армія.
Здійснив Мелітопольську операцію 1943, брав участь у Нікопольсько-Криворізькій та Кримській операціях 1944. 16 травня 1944 року був ліквідований і знову створений 6 серпня 1944 року. Брав участь у Східно-Карпатській 1944 і Західно-Карпатській, Моравсько-Остравській операціях 1945. Бойові дії закінчив Празькою операцією 1945.

## Командувачі
- генерал армії Федір Толбухін (жовтень 1943—травень 1944);
- генерал армії Іван Петров (серпень 1944—березень 1945);
- генерал армії Андрій Єрьоменко (березень—липень 1945).